# 柏倉俊三
柏倉 俊三（かしわくら しゅんぞう、1898年 - 1996年）は、日本の英文学者。 
山形県生まれ。1927年東京帝国大学英文科卒。北海道大学助教授、教授、1959年定年退官、名誉教授、相模女子大学教授。

## 著書
- 『研究社英米文学評伝叢書 ハドスン』研究社出版 1934
- 『ファウスト伝説考 その成生と展開』福村書店 1949
- 『シェイクスピアとその周辺』研究出版 1953
- 『北方の四季 風土と文学』春秋社 1960
- 『流氷』春秋社 1962
- 『シェイクスピア史劇の古戦場』研究社出版 1990
- 『ふるさとの余韻』松本吉正編 「柏倉先生の和歌詩集」刊行会 1995

### 翻訳
- ホワイトヘッド『反動としての浪漫思潮』文学論パンフレット 研究社 1932
- ウォールタア・ローリ『シェイクスピア序説』文学論パンフレット 研究社 1935
- ウイリアム・ヘンリ・ハドスン『エル・オンブ 曠野の生活風景』昌久書房 1936
- アラビアのロレンス『沙漠の叛乱』小林元共訳 地平社 1942
- ハドソン『美わしきかな草原』英宝社 1954 「パープル・ランド 美わしきかな草原」
- ホーソン『トワイス・トールド・テールズ』角川文庫 1958
- T.E.ロレンス『砂漠の反乱』角川文庫 1966
- T.E.ロレンス『知恵の七柱』全3巻 平凡社・東洋文庫 1969-1971
- ハドソン『緑の館 熱帯林のロマンス』岩波文庫 1972
- ラフカディオ・ハーン『神国日本 解明への一試論』訳注 平凡社・東洋文庫 1976
- ウィリアム・ヘンリ・ハドスン『パタゴニア流浪の日々』山洋社 1986

### 記念論集
- 『柏倉教授還暦記念論文集」柏倉教授還暦記念論文集刊行委員会 1959